# Pimoa mephitis
Pimoa mephitis är en spindelart som beskrevs av Gustavo Hormiga 1994. Pimoa mephitis ingår i släktet Pimoa och familjen Pimoidae. Inga underarter finns listade i Catalogue of Life.